# Snagit
Snagit és una aplicació de TechSmith que permet fer captures de pantalla. La icona queda a la barra d'eines i des d'allà es pot escollir la captura d'imatges estàtiques o bé de vídeos. Des d'aquesta aplicació podem capturar tot el que passa a la pantalla de l'ordinador de manera que ens és de gran utilitat a l'hora de fer vídeos amb finalitats educatives. Dins de la captura de pantalla existeixen moltes possibilitats, podem capturar tot l'escriptori, una part d'ell, una finestra, diferents parts de la pantalla, un objecte, o una web fent 'scroll'.

## Captura d'imatges
Els docents poden afegir la seua veu a les presentacions PowerPoint, imatges, graelles, gràfics, etc. El procediment és molt simple, l'usuari obri l'aplicació Snagit i tria enregistrar imatge i so, després obri qualsevol document (Word, PowerPoint, imatge, etc) i comença a explicar el document. El que fa l'aplicació és enregistrar tant la veu del docent com tot el que fa en temps real a la pantalla. Es tracta d'una eina que permet crear contingut educatiu per a la metodologia Flipped Classroom i donar retroalimentació individual o grupal de manera visual i oral.

## Captura de vídeo
Snagit pot combinar-se amb YouTube de manera que els vídeos fets des de la captura de la pantalla de l'ordinador es poden compartir a YouTube immediatament i el docent els pot distribuir fàcilment entre els seus estudiants. Els vídeos resultants de la captura de pantalla també es poden compartir a les plataformes digitals (LMS) utilitzades pels docents (Moodle, Edmodo, Schoology, etc)

## Tecnologia screencast
La tecnologia screencast és una de les més útils per als docents perquè poden utilitzar-la en una varietat de formes diferents. Les característiques d'aquesta tecnologia són: 
- Dona més possibilitats de retroalimentació.
- El contingut és visual i oral a la vegada.
- Més motivadora.
- Més personal
- Útil per a la revisió.
- Flexible.
- Afavoreix l'ensenyament a distància.
- Ajuda als estudiants amb necessitats educatives especials.